# 21234 Nakashima
21234 Nakashima este un asteroid din centura principală de asteroizi.

## Descriere
21234 Nakashima este un asteroid din centura principală de asteroizi. A fost descoperit pe 16 noiembrie 1995 la Ōizumi de Takao Kobayashi. El prezintă o orbită caracterizată de o semiaxă mare de 2,67 ua, o excentricitate de 0,19 și o înclinație de 14,1° în raport cu ecliptica.